# Alexander Macfarlane (matemático)
Alexander Macfarlane (21 de abril de 1851 - 28 de agosto de 1913) fue un lógico, físico y matemático británico. Miembro de la Real Sociedad de Edimburgo, desarrolló la teoría de los cuaterniones hiperbólicos, compatibilizando su labor investigadora en el campo del álgebra con su trabajo como docente en distintas universidades de Escocia y de los Estados Unidos.

## Semblanza
Macfarlane nació en Blairgowrie, Escocia. Era hijo de Daniel MacFarlane, un zapatero originario de Blairgowrie, de y Ann Small. Estudió en la Universidad de Edimburgo. Su tesis doctoral "La descarga disruptiva de la electricidad" informó sobre los resultados experimentales del laboratorio de Peter Guthrie Tait.
En 1878, presentado por George Boole, realizó una exposición sobre lógica algebraica en la Real Sociedad de Edimburgo, de la que resultó elegido miembro (superando a las candidaturas de Peter Guthrie Tait, Philip Kelland, Alexander Crum Brown y John Hutton Balfour). Al año siguiente publicó Principios del álgebra de la lógica, que interpretaba expresiones de variables booleanas con manipulación algebraica.
Durante su vida desempeñó un papel destacado en la investigación y en la educación. Enseñó en las universidades de Edimburgo y de St Andrews, trabajó como profesor de física en la Universidad de Texas (1885-1894), y `posteriormente como profesor de electricidad avanzada, y de física matemática en la Universidad de Lehigh. En 1896 alentó la asociación de los estudiantes interesados en los cuaterniones para promover el álgebra. Se convirtió en secretario de la Sociedad del Cuaternión, y en 1909 en su presidente. Editó la Bibliografía sobre los Cuaterniones que la Sociedad publicó en 1904.
También fue autor de una popular colección de biografías matemáticas de 1916 ("Diez matemáticos británicos"), un trabajo similar sobre físicos ("Conferencias sobre diez físicos británicos del siglo XIX", 1919). Estuvo involucrado en la revolución que experimentó la geometría durante sus años de vida, en particular a través de la influencia de G. B. Halsted, quien era profesor de matemáticas en la Universidad de Texas. Creó un "Álgebra de la Física", que fue su adaptación de los cuaterniones a la física. Su primera publicación sobre Análisis espacial precedió diecisiete años a la presentación del espacio-tiempo de Minkowski.
Macfarlane participó activamente en varios Congreso Internacional de Matemáticos, incluida la reunión celebrada en Chicago en 1893 y la reunión de París de 1900, donde habló sobre la "Aplicación del análisis espacial a las coordenadas curvilíneas".
Residió los últimos años de su vida retirado en Chatham (Ontario), donde murió en 1913.

## Análisis espacial
Su ambición de generalizar las ramas de la física en el campo de la geometría le llevó al desarrollo del "Análisis espacial". En 1894 publicó cinco artículos que había redactado anteriormente y una reseña del libro Utilidad de los cuaterniones en física, obra de Alexander McAulay. Los números de página proceden de publicaciones anteriores y se supone que el lector está familiarizado con los cuaterniones. El primer artículo es "Principios del álgebra de la física", donde propone por primera vez el álgebra de los cuaterniones hiperbólicos, para evitar el problema de que "los estudiantes de física se encuentran ante la dificultad de que el principio de los cuaterniones hace que el cuadrado de un vector sea negativo". El segundo artículo es "El imaginario del álgebra". Con un criterio similar al de Homersham Cox (1882/83), Macfarlane usa el versor hiperbólico como el cuaternión hiperbólico correspondiente al versor de Hamilton. En la presentación destaca la fórmula
{\displaystyle h\alpha ^{A}=\cosh A+\sinh A\ \alpha ^{\pi /2}.}
Posteriormente adoptó la notación exp(A α) utilizada por Euler y Sophus Lie. La expresión {\displaystyle \alpha ^{\pi /2}} pretende enfatizar que α es un versor a la derecha, donde π/2 es la medida de un ángulo recto en radianes. De hecho, el π/2 en el exponente es superfluo.
El tercer artículo es "Teoremas fundamentales de análisis generalizados para el espacio". En el congreso matemático de 1893, Macfarlane leyó su artículo "Sobre la definición de las funciones trigonométricas", donde propuso que el radián se definiera como una razón de áreas en lugar de longitudes: "el verdadero argumento analítico para las razones circulares no es la razón de el arco al radio, sino la relación entre el doble del área de un sector y el cuadrado del radio." El artículo fue retirado de las actas publicadas del congreso matemático (con reconocimiento en la página 167) y publicado de forma privada en sus Artículos sobre análisis espacial (1894). Llegó a esta idea acerca de las proporciones entre áreas mientras consideraba la base para el ángulo hiperbólico, que se define de manera análoga.
El quinto artículo es "Análisis elíptico e hiperbólico", que considera la ley esférica de los cosenos como el teorema fundamental de la esfera y desarrolló razonamientos análogos para el elipsoide de revolución, el elipsoide general y los hiperboloides equiláteros de una y dos hojas, a los que generalizó el teorema del coseno.
En 1900, Alexander publicó "Cuaterniones hiperbólicos" con la Royal Society de Edimburgo e incluyó una lámina con nueve figuras, dos de las cuales muestran hipérbolas conjugadas. Habiendo sido criticado en el "Gran Debate sobre los Vectores" por la no asociatividad de su Álgebra de la Física, restauró la asociatividad volviendo a los bicuaterniones, un álgebra utilizada por los estudiantes de Hamilton desde 1853.

## Obras
- 1879: Principios del álgebra de la lógica de Internet Archive.
- 1885: Aritmética física de Internet Archive.
- 1887: La forma lógica de los teoremas geométricos de Annals of Mathematics 3: 154,5.
- 1894: Artículos sobre análisis espacial.
- 1898: Reseña del libro: “La Mathematique; Philosophie et enseignement” de C.A. Laissant en Science 8: 51–3.
- 1899 El teorema de Pitágoras de Ciencia 34: 181,2.
- 1899: Los principios fundamentales del álgebra de Ciencia 10: 345–364.
- 1906: Análisis de vectores y cuaterniones.
- 1910: Unificación y desarrollo de los principios del álgebra del espacio de Bulletin of the Quaternion Society.
- 1911: Reseña del libro: Vida y obra científica de P.G. Tait de C.G. Knott de Ciencia 34: 565,6.
- 1912: Un sistema de notación para análisis vectorial; con una discusión de los principios subyacentes del Boletín de la Sociedad Quaternion.
- 1913: On Vector-Analysis as Generalized Algebra, dirección al 5º Congreso Internacional de Matemáticos, Cambridge, vía Internet Archive
- Macfarlane, Alexander (1916). Lectures on Ten British Mathematicians of the Nineteenth Century. Mathematical monographs, no. 17. New York: John Wiley & Sons.[15][16]
- Macfarlane, Alexander (1919). Lectures on Ten British Physicists of the Nineteenth Century. New York: John Wiley and Sons.[17]
- Publicaciones de Alexander Macfarlane del Boletín de la Sociedad Quaternion, 1913